# Discover
Discovr — це серія додатків для платформи Apple iOS, розроблена Девідом Маккінні, яка використовує вузли для ілюстрації зв’язків між медією в тактильному та візуальному форматі. Ці програми дозволяють переглядати музику, фільми та інші категорії контенту.
У жовтні 2011 року Discovr повідомив, що їхні додатки перевищили один мільйон завантажень і заробили 1,1 мільйона доларів. 
На 2020 рік залишався в активній роботі лише додаток Discovr Music. На 2024 рік усі програми Discovr більше не були доступні в App Store.

## Операція
Інтерфейс користувача оснований на радіальних схемах, в яких один вузол з’єднується з 1-6 іншими вузлами, створюючи інтерактивну графічну карту. Користувач може почати з пошуку або перегляду попередньо відібраних рекомендованих елементів. Доторк до вузла призводить до його розгортання для відображення зв'язаних елементів. Подвійний дотик перенаправляє користувача на сторінку з інформацією про виконавця або програму.  В інтерфейсі застосовується алгоритм макета, заснований на силовій моделі, який дозволяє новим дочірнім вузлам вискакувати з батьківського вузла, відштовхуючи сусідні вузли та швидко займаючи позиції, що зменшують перекриття. Алгоритм графів був розроблений Тамашем Непушем, кандидатом наук у галузі теорії графів, який раніше працював інженером-дослідником у Last.fm. 

## Дивіться також
- Радіальне дерево – загальний тип алгоритму компонування

1. ↑  Passing 1 Million Downloads, Discovr Raises $1.1 Million; Launches On Mac App Store. 27 жовтня 2011. Процитовано 27 жовтня 2011.

## Зовнішні посилання
- Головний корпоративний сайт